# Maddenia wilsonii
Maddenia wilsonii là loài thực vật có hoa trong họ Hoa hồng. Loài này được Koehne mô tả khoa học đầu tiên năm 1911.